# Musique mauricienne

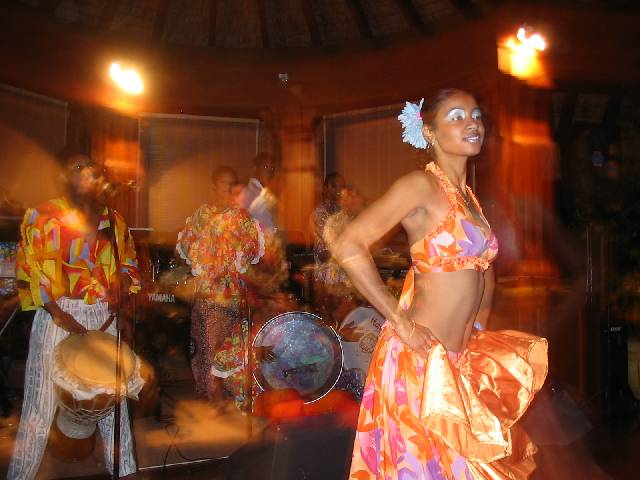
Jeune femme dansant à Pointe-aux-Piments, Maurice.

La musique mauricienne comprend la musique de l'île Maurice, l'île Rodrigues, l'Archipel des Chagos et d'Agaléga dont les principaux genres musicaux sont le séga, le seggae, les chansons en Bhojpuri mauricien et les chansons bollywoodiennes, bien que d'autres genres (reggae, ragga, zouk, rock, jazz, blues, musique sacrée) soient aussi très populaires à Maurice. La musique typique de Rodrigues est le séga tambour. Le séga est généralement chanté en créole (la langue maternelle des Mauriciens). L'essor de la musique à Maurice est soutenu par le développement des festivals d'envergure tels que le Festival International Kreol.

## Musique contemporaine

### Rock
Le rock devient très populaire à Maurice, de nombreux groupes deviennent célèbres, notamment XBreed Supersoul, Feedback, Skeptikal, Kelp, Reborn Orlean qui est plus proche du metal et hard rock. En 2018, avec l'avènement du festival annuel Maytal, Underground Rock Festival et l'initiative Decibel Assault, de nombreux autres groupes tels que Cryptic Carnage, Apostrophe, Ryoshi, Devived, UnMind, Revolt, et King of None commencent à être reconnus par le grand public. 

## Groupes et chanteurs
Les groupes comprennent notamment : Blakkayo, Blackmen Bluz, Cassiya, Otentik Groove, et The Prophecy. Les chanteurs incluent notamment : Alain Auriant, Alain Ramanisum, Bruno Raya, Claudio Veeraragoo, David Ramen, Désiré François, Gary Victor, Hans Nayna, Kaya, Laura Beg, Linzi Bacbotte, Mario Ramsamy, Michel Legris, Sky to Be, Ti Frère, Zulu, Menwar, et Kingsley Dinnaram.